# ITTF World Tour 2015
Navigation
ITTF World Tour 2014 ITTF World Tour 2016
L'ITTF World Tour 2015 aussi appelé ITTF Pro Tour 2015 est une série de tournois professionnels de tennis de table (masculins et féminins) organisé par l'ITTF. La saison se tient du 28 janvier 2015 au 13 décembre 2015. Le calendrier compte plusieurs catégories de tournois différents : les tournois majeurs Super series, les tournois Major Series et la Grande Finale.
Le Pro Tour 2015 compte 22 tournois, appelés aussi Open, qui comptent pour la qualification pour la Grande Finale.

## Répartition des points de classement
Les points de classement varient selon la catégorie de tournois.
|                    | Super Series (6×) | Super Series (6×) | Super Series (6×) | Major Series (4×) | Major Series (4×) | Major Series (4×) | Challenge Series (10×) | Challenge Series (10×) | Challenge Series (10×) |
| Simple             | Double            | U-21              | Simple            | Double            | U-21              | Simple            | Double                 | U-21                   |                        |
| Vainqueur          | 300               | 300               | 300               | 200               | 200               | 200               | 100                    | 100                    | 100                    |
| Finaliste          | 150               | 150               | 150               | 100               | 100               | 100               | 50                     | 50                     | 50                     |
| Demi-finaliste     | 75                | 75                | 75                | 50                | 50                | 50                | 25                     | 25                     | 25                     |
| Quart de finale    | 38                | 38                | 38                | 25                | 25                | 25                | 13                     | 13                     | 13                     |
| Huitième de finale | 19                | 19                | 19                | 13                | 13                | 13                | 6                      | 6                      | 6                      |
| 16eme de finale    | 9                 | –                 | 9                 | 6                 | –                 | 6                 | 3                      | –                      | 3                      |
| 32eme de finale    | 5                 | –                 | 5                 | 3                 | –                 | 3                 | 2                      | –                      | 2                      |

## Tournois
- Super Series
- Major Series
- Challenge Series
- Grand Finals

| N° | Lieu                                | Date          | Vainqueurs Messieurs        | Vainqueurs Messieurs                  | Vainqueurs Messieurs | Vainqueurs Dames | Vainqueurs Dames               | Vainqueurs Dames          |
| N° | Lieu                                | Date          | Simple                      | Double                                | U-21                 | Simple           | Double                         | U-21                      |
| -- | ----------------------------------- | ------------- | --------------------------- | ------------------------------------- | -------------------- | ---------------- | ------------------------------ | ------------------------- |
| 1  | Open de Hongrie, Budapest           | 28.1.–1.2.    | Jiang Tianyi                | Jeong Sang-eun Lee Sang-su            | Ho Kwan Kit          | Misako Wakamiya  | Sofia Polcanova Amelie Solja   | Yui Hamamoto              |
| 2  | Open du Koweït, Koweït              | 11.2.–15.2.   | Ma Long                     | Chiang Hung-Chieh Huang Sheng-Sheng   | Zhai Yujia           | Li Xiaoxia       | Ding Ning Zhu Yuling           | Hong Kong Doo Hoi Kem     |
| 3  | Open du Qatar, Doha                 | 17.2.–22.2.   | Vladimir Samsonov           | Marcos Freitas Andrej Gaćina          | Benjamin Brossier    | Elizabeta Samara | Tie Yana Jiang Huajun          | Roumanie Bernadette Szőcs |
| 4  | Open du Nigeria, Lagos              | 10.3.–14.3.   | Omar Assar                  | Quadri Aruna Kazeem Makanjuola        | Shady Magdy          | Shao Jieni       | Shao Jieni Dina Meshref        | Dina Meshref              |
| 5  | Open d'Allemagne, Berlin            | 18.3.–22.3.   | Ma Long                     | Timo Boll Patrick Franziska           | Kim Dong-hyun        | Mima Itō         | Shan Xiaona Petrissa Solja     | Petrissa Solja            |
| 6  | Open d'Espagne, Almería             | 25.3.–29.3.   | Maharu Yoshimura            | He Zhiwen Carlos Machado              | Kim Dong-hyun        | Jeon Ji-hee      | Ai Fukuhara Misako Wakamiya    | Miu Hirano                |
| 7  | Open de Biélorussie, Minsk          | 13.5.–17.5.   | Li Ping                     | Jonathan Groth Kasper Sternberg       | Florent Lambiet      | Mima Itō         | Miyu Maeda Sakura Mori         | Hitomi Satō               |
| 8  | Open de Croatie, Zagreb             | 19.5.–23.5.   | Maharu Yoshimura            | Masataka Morizono Yuya Oshima         | Jakub Dyjas          | Choi Hyo-joo     | Yang Ha-eun Jeon Ji-hee        | Choi Hyojoo               |
| 9  | Open des Philippines, Baie de Subic | 27.5.–31.5.   | Yuya Oshima                 | Robin Devos Cedric Nuytinck           | Tonin Ryuzaki        | Kasumi Ishikawa  | Lee Ho Ching Zhu Chengzhu      | Japon Hitomi Satō         |
| 10 | Open d'Australie, Gold Coast        | 3.6.–7.6.     | Jung Young-sik              | Ho Kwan Kit Lam Siu Hang              | Jang Woo-jin         | Ai Fukuhara      | Jeon Ji-hee Lee Da-som         | Hitomi Satō               |
| 11 | Open du Japon, Kobe                 | 24.6.–28.6.   | Chine Xu Xin                | Ma Long Xu Xin                        | Yuya Oshima          | Chen Meng        | Wu Yang Liu Fei                | Hitomi Satō               |
| 12 | Open de Corée du Sud, Incheon       | 1.7.–5.7.     | Corée du Sud Jung Young-sik | Jung Young-sik Kim Min-seok (en)      | Masaki Yoshida       | Ai Fukuhara      | Miu Hirano Japon Mima Itō      | Yui Hamamoto              |
| 13 | Corée du Nord Pyongyang             | 29.7.–2.8.    | Choe Il                     | Pak Sin Hyok Choe Il                  | Pak Un Hyok          | Sun Chen         | Kim Song-i Ri Myong-sun        | Kim Song-i                |
| 14 | Open de Chine, Chengdu              | 5.8.–9.8.     | Ma Long                     | Chine Fan Zhendong Xu Xin             | Jang Woo-jin         | Zhu Yuling       | Liu Shiwen Chen Meng           | Hitomi Satō               |
| 15 | Open de Bulgarie, Panagyurichté     | 19.8.–23.8.   | Kim Dong-hyun               | Kim Dong-hyun Cho Eon-rae             | Kim Dong-hyun        | Kasumi Ishikawa  | Yang Ha-eun Jeon Ji-hee        | Choi Hyojoo               |
| 16 | Open de République tchèque, Olomouc | 26.8.–30.8.   | Wong Chun Ting              | Pär Gerell Jon Persson                | Yuya Oshima          | Ai Fukuhara      | Yang Ha-eun Jeon Ji-hee        | Lin Ye                    |
| 17 | Open d'Autriche, Wels               | 2.9.–6.9.     | Jun Mizutani                | Corée du Sud Jang Woo-jin Lee Sang-su | Zhai Yujia           | Han Ying         | Shan Xiaona Petrissa Solja     | Shao Jieni                |
| 18 | Open de Belgique, De Haan           | 8.9.–12.9.    | Nima Alamian                | Nima Alamian Noshad Alamiyan          | Kohei Sambe          | Suh Hyo-won      | Lin Ye Zhou Yihan              | Zhou Yihan                |
| 19 | Open d'Argentine, Mendoza           | 16.9.–20.9.   | Eric Jouti                  | Gaston Alto Pablo Tabachnik           | Hampus Soderlund     | Jeon Ji-hee      | Yang Ha-eun Jeon Ji-hee        | Kim Byeolnim              |
| 20 | Open du Chili, Santiago             | 23.9.–27.9.   | Thiago Monteiro             | Gustavo Gómez Maunel Moya             | Hampus Soderlund     | Jeon Ji-hee      | Leticia Nakada Bruna Takahashi | Bruna Takahashi           |
| 21 | Open de Pologne, Varsovie           | 21.10.–25.10. | Fan Zhendong                | Kristian Karlsson Mattias Falck       | Jakub Dyjas          | Liu Shiwen       | Ding Ning Zhu Yuling           | Japon Miu Hirano          |
| 22 | Open de Suède, Stockholm            | 11.11.–15.11. | Fan Zhendong                | Fang Bo Xu Xin                        | Tristan Flore        | Mu Zi            | Chen Meng Mu Zi                | Yui Hamamoto              |
| 23 | Grande Finale, Lisbonne             | 10.12.–13.12. | Ma Long                     | Masataka Morizono Yuya Oshima         | Yuya Oshima          | Ding Ning        | Ding Ning Zhu Yuling           | Lin Ye                    |

## Grande Finale

### Participants

#### Simple messieurs
| Place | Joueur             | Points | Tournois | Continent | Résultat grande finale |
| ----- | ------------------ | ------ | -------- | --------- | ---------------------- |
| 1     | Ma Long            | 1556   | 5        | 2         | Or                     |
| 2     | Xu Xin             | 1250   | 5        | 2         | Demi finale            |
| 3     | Fan Zhendong       | 1000   | 5        | 2         | Argent                 |
| 4     | Jung Young-sik     | 978    | 10       | 3         | 8eme de finale         |
|       | Maharu Yoshimura   | 738    | 7        | 2         | ne peut pas venir      |
| 5     | Vladimir Samsonov  | 669    | 6        | 2         | Quart de finale        |
| 6     | Dimitrij Ovtcharov | 650    | 5        | 2         | Quart de finale        |
| 7     | Zhang Jike         | 613    | 5        | 2         | Demi finale            |
| 8     | Wong Chun Ting     | 566    | 10       | 2         | 8eme de finale         |
| 9     | Chuang Chih-yuan   | 488    | 7        | 2         | Quart de finale        |
| 10    | Marcos Freitas     | 481    | 6        | 2         | 8eme de finale         |
|       | Joo Se-hyuk        | 475    | 4        | 1         | non qualifié           |
| 11    | Jun Mizutani       | 394    | 6        | 2         | 8eme de finale         |
| 12    | Lee Sang-su        | 371    | 11       | 2         | 8eme de finale         |
| 13    | Kōki Niwa          | 362    | 7        | 2         | 8eme de finale         |
| 14    | Yuya Oshima        | 346    | 10       | 3         | Quart de finale        |
| 15    | Kim Dong-hyun      | 338    | 13       | 2         | 8eme de finale         |
| 16    | Jang Woo-jin       | 322    | 10       | 2         | 8eme de finale         |

Maharu Yoshimura n'a pu se déplacer et a été remplacé par Jang Woojin. Joo Se-hyuk avait un bon classement, mais n'a participé qu'à quatre tournois nécessaires sur cinq, de sorte qu'il ne s'est pas qualifié.

### Tableau
- Ma Long triomphe de Fan Zhendong en finale et remporte la compétition pour la cinquième fois[1].
- Chez les filles, la Chinoise Ding Ning bat sa compatriote Chen Meng en finale[2].

### Palmarès
| Event                           | Or                            | Argent                       | Bronze                              |
| ------------------------------- | ----------------------------- | ---------------------------- | ----------------------------------- |
| Simple messieurs                | Ma Long                       | Fan Zhendong                 | Xu Xin                              |
| Simple messieurs                | Ma Long                       | Fan Zhendong                 | Zhang Jike                          |
| Simple dames                    | Ding Ning                     | Chen Meng                    | Jeon Ji-hee                         |
| Simple dames                    | Ding Ning                     | Chen Meng                    | Zhu Yuling                          |
| Double messieurs                | Masataka Morizono Yuya Oshima | Tiago Apolónia João Monteiro | Jung Young-sik Kim Min-seok (en)    |
| Double messieurs                | Masataka Morizono Yuya Oshima | Tiago Apolónia João Monteiro | Chiang Hung-Chieh Huang Sheng-Sheng |
| Double dames                    | Ding Ning Zhu Yuling          | Miu Hirano Mima Itō          | Jeon Ji-hee Tie Yana                |
| Double dames                    | Ding Ning Zhu Yuling          | Miu Hirano Mima Itō          | Jiang Huajun Yang Ha-eun            |
| Simples Garçons moins de 21 ans | Yuya Oshima                   | Zhai Yujia                   | Benjamin Brossier                   |
| Simples Garçons moins de 21 ans | Yuya Oshima                   | Zhai Yujia                   | Masaki Yoshida                      |
| Simples Filles moins de 21 ans  | Lin Ye                        | Yui Hamamoto                 | Doo Hoi Kem                         |
| Simples Filles moins de 21 ans  | Lin Ye                        | Yui Hamamoto                 | Hitomi Satō                         |